# Fate of Norns
Albums de Amon Amarth
Versus The World
(2002) With Oden on Our Side
(2006)
Fate of Norns est le cinquième album studio du groupe de Death metal Mélodique suédois Amon Amarth, sorti le 6 septembre 2004 par Metal Blade Records. Cet album est dans la continuité du précédent avec une touche sombre et lourde. The Pursuit of Vikings a fait l'objet d'un clip, c'est aussi devenu une des chansons les plus populaires du groupe.
Johan Hegg, le chanteur du groupe remarque : "Le son est plus mature que sur les précédents albums. Je pense que la création de ce son a commencé quand nous avons changé de studios, d'Abyss à Berno, lorsque nous avons travaillé avec Berno Paulsson. Nous avons beaucoup amélioré le son pour cet album. Nous étions capable de mieux faire fonctionner les instruments ensembles et de toujours les rendre aussi importants les uns que les autres lors de la production. Nous étions aussi capable de garder la pesanteur et la brutalité nécessaire à Amon Amarth." ("The sound is more mature than on previous albums. I think the foundation for this sound started when we changed studios from Abyss to Berno when we got to working with Berno Paulsson. We improved the sound a lot for this album. We were able to make all the instruments work better together and still make them prominent one by one in the production as well. We were also able to keep the heaviness and brutality we need to be Amon Amarth.")

## Liste des titres
1. An Ancient Sign of Coming Storm − 4:39
2. Where Death Seems to Dwell – 4:58
3. Fate of Norns – 5:58
4. The Pursuit of Vikings – 4:30
5. Valkyries Ride – 4:57
6. The Beheading of a King – 3:24
7. Arson – 6:48
8. Once Sealed in Blood – 4:50

## Bonus DVD (édition limitée uniquement)
Amon Amarth live at Grand RokkReykjavík at Reykjavik, Islande:
1. Death in Fire
2. The Last with Pagan Blood
3. For the Stabwounds in Our Backs
4. Masters of War
5. The Sound of Eight Hooves
6. Bloodshed
7. Versus the World
8. Victorious March

## Formation
- Fredrik Andersson − Batterie
- Olavi Mikkonen − Guitare
- Johan Hegg − Chant
- Johan Söderberg − Guitare
- Ted Lundström − Basse